# RWD
RWD – oznaczenie polskich samolotów konstruowanych w okresie międzywojennym przez zespół konstruktorów lotniczych: Stanisława Rogalskiego, Stanisława Wigurę i Jerzego Drzewieckiego, pochodzące od ich inicjałów nazwisk. Później w skład zespołu RWD weszli także inni konstruktorzy. W latach 1927–1939 powstały konstrukcje od RWD-1 do RWD-25; przeważającą część stanowiły lekkie jednosilnikowe samoloty sportowe, szkolne lub turystyczne. Większość była budowana w niewielkich seriach, masowo produkowano RWD-8, RWD-13 i RWD-14 Czapla. Od 1933 roku zespół RWD projektował i budował samoloty w ramach spółki Doświadczalne Warsztaty Lotnicze (DWL). Działalność wytwórni zakończyła się wraz z wybuchem II wojny światowej.

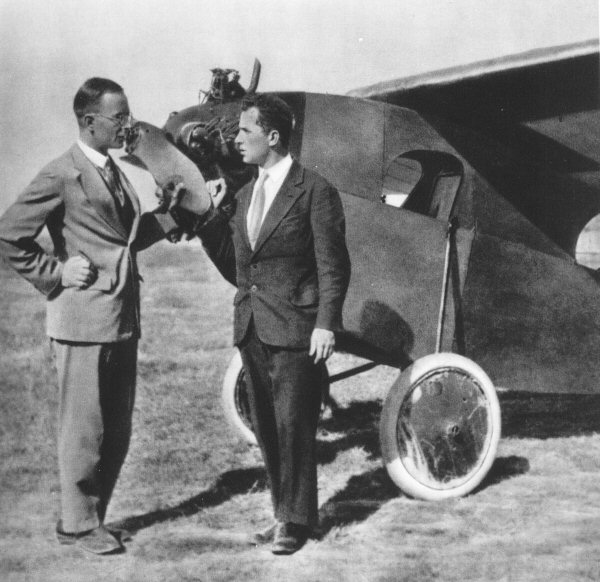
Inż. J. Drzewiecki i J. Wędrychowski przy samolocie RWD-7

## Historia
S. Rogalski, S. Wigura i J. Drzewiecki zaczęli projektować samoloty jako studenci w ramach powstałych w grudniu 1925 roku warsztatów Sekcji Lotniczej Koła Mechaników Studentów Politechniki Warszawskiej. Pierwszym samolotem skonstruowanym w warsztatach był zaprojektowany w 1926 roku przez J. Drzewieckiego samolot sportowy JD-2, zbudowany w liczbie 5 sztuk, a kolejną był prototyp samolotu WR-1 konstrukcji Wigury i Rogalskiego.
W końcu 1927 roku powstała pierwsza wspólna konstrukcja trójki konstruktorów Rogalskiego, Wigury i Drzewieckiego – RWD-1 (początkowo nazwany RWD), który pozostał prototypem z powodu nadmiernych drgań konstrukcji i niskiej niezawodności silnika. W 1929 roku powstały podobne, lecz ulepszone samoloty sportowe RWD-2 i RWD-4, budowane w liczbie 4 i 10 sztuk. Wczesne konstrukcje RWD (RWD-1 do 4 i RWD-7) nawiązywały do konstrukcji samolotów sportowych Messerschmitta, będąc dwumiejscowymi wolnonośnymi górnopłatami z kabinami otwartymi po bokach i całkowicie schowanymi w kadłubie.
Jerzy Drzewiecki początkowo sam oblatywał skonstruowane samoloty (do czasu poważnego wypadku na RWD-6 1932 roku), a Stanisław Wigura, odpowiedzialny za obliczenia samolotów, latał także na zawodach jako mechanik.
W 1930 roku warsztaty Sekcji Lotniczej zostały przeniesione na Okęcie, do budynków wzniesionych z funduszy społecznych LOPP. W tym roku też samoloty RWD-2 i RWD-4 wzięły udział w międzynarodowych zawodach samolotów turystycznych Challenge 1930. Pierwszym samolotem zbudowanym na Okęciu był sportowy górnopłat z przeszkloną kabiną RWD-5, jego zmodyfikowana jednomiejscowa odmiana RWD-5bis zasłynęła późniejszym przelotem Stanisława Skarżyńskiego nad Atlantykiem (łącznie zbudowano 18 sztuk tych maszyn). Istotnym osiągnięciem było zwycięstwo kolejnego samolotu sportowego RWD-6 w międzynarodowych zawodach Challenge 1932 (z Wigurą w charakterze mechanika).
11 września 1932 roku na RWD-6 o numerze rejestracyjnym SP-AHN zginęli w katastrofie pod Cierlickiem inż. Stanisław Wigura oraz por. pil. Franciszek Żwirko. Pomimo śmierci Wigury, oznaczenie RWD – Rogalski, Wigura, Drzewiecki, pozostało dla konstruowanych przez zespół samolotów bez zmiany. W marcu 1933 roku warsztaty oddzieliły się od Sekcji Lotniczej Koła Mechaników Studentów Politechniki Warszawskiej i przekształciły w spółkę Doświadczalne Warsztaty Lotnicze (DWL), której dyrektorem został inż. Jerzy Wędrychowski. W biurze konstrukcyjnym szefem był inż. S. Rogalski. Po śmierci inż. Wigury do biura doszli: inż. Leszek Dulęba, Andrzej Anczutin, Bronisław Żurakowski i Tadeusz Chyliński, zaś w 1939 roku także inż. Henryk Tomaszewski, Jan Idźkowski i Henryk Millicer.
W 1933 roku skonstruowano samolot RWD-8, który został wybrany na standardowy samolot szkolny polskiego lotnictwa wojskowego i zbudowany w liczbie ponad 550 sztuk, będąc najliczniejszym samolotem polskiej konstrukcji zbudowanym przed wojną (w DWL zbudowano 80 maszyn, dalsze 467 na licencji w PWS i cztery licencyjne w Jugosławii i Estonii). Wielkim sukcesem RWD było podwójne zwycięstwo samolotów RWD-9 w międzynarodowych zawodach Challenge 1934 (I miejsce zajęła załoga w składzie: pilot Jerzy Bajan i mech. Gustaw Pokrzywka na SP-DRD, a II miejsce pilot Stanisław Płonczyński i mech. Stanisław Ziętek na SP-DRC). Ich rozwinięciem był udany samolot turystyczny RWD-13 z 1935 roku, zbudowany razem z wersją sanitarną RWD-13S w liczbie ponad 80 sztuk i eksportowany do Hiszpanii, Brazylii, Palestyny, Iranu, Jemenu i USA. W tym roku też zbudowano na zamówienie Ministerstwa Komunikacji dwusilnikowy samolot komunikacyjny, RWD-11. Był to jedyny ukończony samolot dwusilnikowy RWD, lecz nie został ostatecznie zakupiony (o mało nie powodując upadku DWL na skutek zakulisowych działań polskich władz lotniczych – Departamentu Aeronautyki, dążących do upaństwowienia całego przemysłu lotniczego, za czym stał Dowódca Lotnictwa, gen. Ludomił Rayski) .
Z ważniejszych konstrukcji samolotów RWD powstały także: zbudowany w liczbie 20 sztuk samolot akrobacyjny RWD-10 (1933 r.), samolot obserwacyjny RWD-14 Czapla (1938 r.), zamówiony przez wojsko i wyprodukowany na licencji w zakładach LWS w liczbie 65 egzemplarzy, samolot szkolno-akrobacyjny RWD-17 (1937 r.), zbudowany w liczbie 25 sztuk oraz samoloty sportowe RWD-16 bis i RWD-21 (1939 r.), przewidziane jako masowo budowane tanie samoloty sportowo-turystyczne. Ponadto zbudowano szereg innych samolotów w pojedynczych egzemplarzach lub małych seriach, a w 1939 roku w opracowaniu były projekty dolnopłatu myśliwskiego RWD-25 i dwusilnikowego wodnosamolotu torpedowego RWD-22. Zespół konstrukcyjny RWD i wytwórnia DWL istniały do września 1939 roku, do wybuchu II wojny światowej, kiedy to zakłady na Okęciu zostały zniszczone, a pracownicy w większości ewakuowani do Rumunii. Łącznie w latach 1926–1939 w warsztatach Sekcji Lotniczej Koła Mechaników Studentów Politechniki Warszawskiej i wytwórni DWL powstało ok. 314 samolotów sygnowanych logo RWD, a ponad 530 maszyn wyprodukowano na licencji w zakładach PWS i LWS.

## Samoloty RWD
| samolot          | projekt   | rok oblotu | typ                                          | egzemplarze                    | zdjęcie |
| ---------------- | --------- | ---------- | -------------------------------------------- | ------------------------------ | ------- |
| JD-2             | 1926      | 1926       | dolnopłat sportowy                           | 5                              |         |
| WR-1             | 1927      | 1927       | górnopłat sportowy                           | 1                              |         |
| RWD-1            | 1927/1928 | 1928       | górnopłat sportowy                           | 1                              |         |
| RWD-2            | 1928/1929 | 1929       | górnopłat sportowy                           | 4                              |         |
| RWD-3            | 1929/1930 | 1930       | górnopłat sportowy                           | 1                              |         |
| RWD-4            | 1929      | 1930       | górnopłat sportowy                           | 10                             |         |
| RWD-5 (RWD-5bis) | 1930      | 1931       | górnopłat sportowy i turystyczny             | 18                             |         |
| RWD-6 (RWD-6bis) | 1931      | 1932       | górnopłat sportowy                           | 3                              |         |
| RWD-7            | 1931      | 1931       | górnopłat sportowy                           | 1                              |         |
| RWD-8            | 1931/1932 | 1933       | górnopłat szkolny                            | ok. 550                        |         |
| RWD-9            | 1932/1933 | 1933       | górnopłat sportowy                           | 8                              |         |
| RWD-10           | 1933      | 1933       | górnopłat akrobacyjny                        | 20                             |         |
| RWD-11           | 1934      | 1936       | 2-silnikowy dolnopłat pasażerski             | 1                              |         |
| RWD-12           | 1933      | –          | górnopłat obserwacyjny (towarzyszący)        | –                              |         |
| RWD-13           | 1934      | 1935       | górnopłat sportowy, turystyczny i sanitarny  | 83                             |         |
| RWD-14 Czapla    | 1934/1935 | 1935       | górnopłat obserwacyjny (towarzyszący)        | 65                             |         |
| RWD-15           | 1935/1936 | 1937       | górnopłat sportowy, turystyczny i sanitarny  | 6                              |         |
| RWD-16           | 1935      | 1936       | dolnopłat sportowy                           | 1                              |         |
| RWD-16 bis       | 1937/1938 | 1938       | dolnopłat sportowy                           | ≥2                             |         |
| RWD-17, RWD-17W  | 1936/1937 | 1937       | górnopłat szkolno-akrobacyjny / wodnosamolot | ok. 29                         |         |
| RWD-18           | 1938/1939 | –          | 2-silnikowy górnopłat dyspozycyjny           | – (prototyp zniszczony w 1939) |         |
| RWD-19           | 1937/1938 | 1938       | dolnopłat sportowy                           | 1                              |         |
| RWD-20           | 1937      | 1937       | górnopłat doświadczalny                      | 1                              |         |
| RWD-21           | 1938      | 1939       | dolnopłat sportowo-turystyczny               | ≥6                             |         |
| RWD-22           | 1938/1939 | –          | 2-silnikowy wodnosamolot torpedowy           | –                              |         |
| RWD-23           | 1938      | 1938       | dolnopłat szkolny                            | 1                              |         |
| RWD-25           | 1939      | –          | dolnopłat myśliwski                          | –                              |         |

## Zachowane samoloty i ich repliki
W ekspozycji Muzeum Lotnictwa Polskiego w Krakowie znajdują się dwa ocalałe samoloty wytwórni DWL: RWD-13 (nr rejestracyjny SP-BNU) i RWD-21 (nr rejestracyjny SP-BPE), które zostały we wrześniu 1939 roku ewakuowane do Rumunii i powróciły do kraju po zakończeniu wojny  . Drugi zachowany egzemplarz RWD-13, o numerze rejestracyjnym PT-LFY, znajduje się w Brazylii, w Museu Asas de um Sonho w São Carlos (w stanie lotnym) .
W 2. połowie lat 90. XX wieku z inicjatywy prezesa Stowarzyszenia Lotnictwa Eksperymentalnego Eugeniusza Pieniążka rozpoczęła się budowa latającej repliki samolotu RWD-5 (nazwanego RWD-5R). Ukończony w 2000 roku i dopuszczony do eksploatacji w 2003 roku płatowiec otrzymał oznaczenie SP-LOT . Samolot został rozbity 2 września 2018 roku podczas pikniku lotniczego w Bielsku-Białej .
Powstała także replika samolotu RWD-13 o oznaczeniu SP-WDL, nawiązująca do egzemplarza zakupionego w 1937 roku przez zakłady Wedla, używanego do celów reklamowych oraz transportu produktów Wedla na polskie transatlantyki oraz do salonów firmowych w Paryżu czy Kopenhadze. Samolot został wykonany w skali 88%, a napędzany jest czeskim silnikiem Walter Mikron IIIB o mocy 75 KM .

## Upamiętnienie
Samoloty polskich konstruktorów zyskały upamiętnienie w postaci nazwy ulicy Awionetki RWD wyznaczonej się na terenie byłego lotniska, na którym zostało pobudowane osiedle Gocław znajdujące się na terenie obecnej dzielnicy Praga-Południe w Warszawie .